# هوپ سولو
هوپ سولو (انگلیسی: Hope Amelia Solo; زاده ۳۰ ژوئیهٔ ۱۹۸۱) بازیکن بازنشسته فوتبال در پست دروازه‌بان اهل ایالات متحده آمریکا است. از باشگاه‌هایی که در آن بازی کرده‌است می‌توان به المپیک لیون، آتلانتا بیت، سیاتل ساندرز، مجیک جک و سیتل رین اف سی اشاره کرد. وی همچنین برای تیم ملی فوتبال زنان آمریکا نیز بازی می‌کرد.

## زندگی
سولو در ۳۰ ژوئیه ۱۹۸۱ در شهر ریچلند، واشینگتن به دنیا آمد. پدر او جفری، یکی از ایتالیایی تبارانی که در برانکس بزرگ شده بود برای مدتی از بی خانمانان جنگ ویتنام بود. جفری بود که به دخترش آموخت که چگونه فوتبال بازی کند. زمانی که هوپ شش سال داشت مادر و پدر او از یکدیگر جدا شدند و از آن زمان او با مادر خود زندگی کرد. پدر هوپ تأثیر زیادی بر زندگی او داشت. سولو رابطهٔ نزدیک خود را با پدر تا زمان مرگ ناگهانی او به دلیل سکتهٔ قلبی در ژوئن سال ۲۰۰۷ حفظ کرد.
در ۲۹ اوت ۲۰۱۱ حضور سولو به عنوان یک شرکت‌کننده در فصل ۱۳ از دنسینگ ویث استارز تأیید شد. زوج او در این برنامه رقاص حرفه‌ای ماکسیم الکزندروویچ چمرکووسکی بود.

## نگارخانه

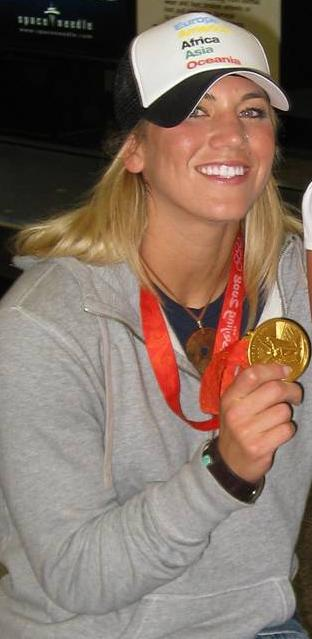
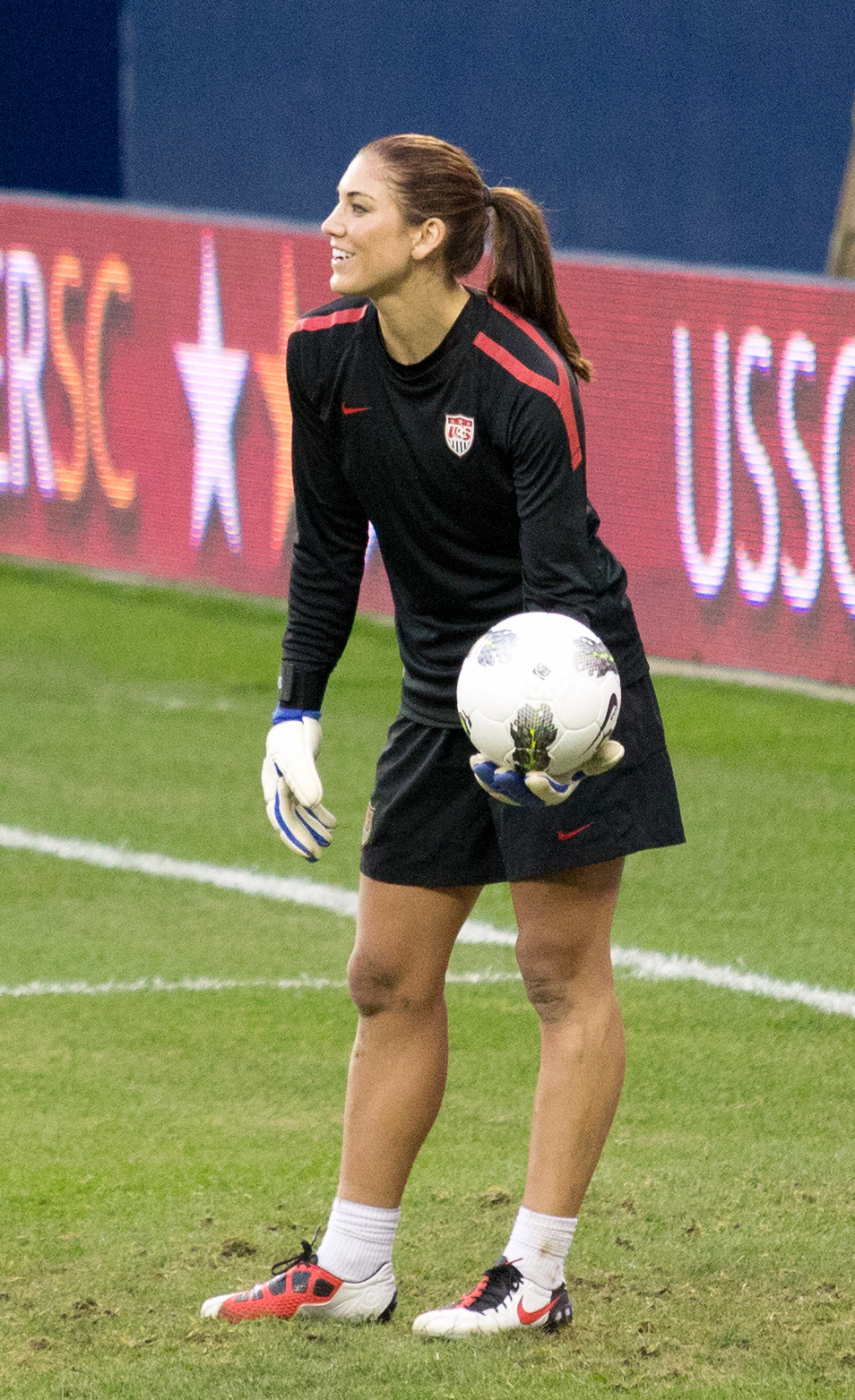